# آرسبال
آرسبال (به لاتین: Aarsballe) در دانمارک با جمعیت ۸۶ نفر است که در استان هوودستادن واقع شده‌است.